# Frozen Bubble
Frozen Bubble är ett datorspel i stil med Puzzle Bobble. Det använder fri programvara, är licenserat under GNU GPL-licensen och finns tillgängligt för flera operativsystem som till exempel Windows, GNU/Linux och Mac OS. Det finns även en single player-version skrivet i java och en mobil-version för Nokia S60.
Det ursprungliga Froze Bubble skrevs i perl av Guillaume Cottenceau och använder Simple DirectMedia Layer-biblioteket. Spelet innehåller 100 banor och inkluderar en banredigerare. I likhet med många andra spel som består av fri programvara och/eller öppen källkod är det Linuxmaskoten Tux och kopior av honom som är huvudkaraktären i Frozen Bubble. Spelaren, i form av pingvinen Tux, ska skjuta färgade frusna bubblor upp i taket för att forma grupper av bubblor med samma färg. Målet är att på det här viset avlägsna alla bubblor på hela skärmen innan en bubbla passerar en linje på skärmens underkant.
Spelet tillhandahåller single player, multiplayer (2-5 spelare) via LAN eller internet samt ett läge där två kombattanter kan spela mot varandra på samma dator (detta är dock endast tillgängligt i GNU/Linux-versionen).
Frozen Bubble går att ladda ned gratis via dess officiella webbplats.

## Utmärkelser
- 2003 Editors' Choice: Game, från Linux Journal[2][3]
- 2004 Readers' Choice: Favorite Linux Game, från Linux Journal[4]